# Anima Eterna
Anima Eterna est un orchestre symphonique belge fondé en 1987 par Jos van Immerseel, en résidence au Concertgebouw de Bruges (Belgique).

## Historique
En 1987, Jos van Immerseel fonde, avec quelques instrumentistes rassemblés autour de lui deux ans plus tôt, un ensemble baroque avec lequel il interprète les orchestrations historiques du répertoire sur instruments anciens. Il est interprète notamment en 1988 à l'Opéra Royal de Versailles Les Plaisirs de Versailles H.480 de Marc-Antoine Charpentier, dans une mise en scène de Philippe Lenael. Au fil des années, son effectif s'est étoffé pour devenir un orchestre symphonique et son répertoire s'est élargi au répertoire classique, romantique et enfin contemporain.
Depuis la saison 2020-2021 Jos Van Immerseel a remis la direction de l'orchestre à de plus jeunes chefs, comme Giovanni Antonini, Bart Van Reyn, Jakob Lehmann ou Pablo Heras-Casado, Van Immerseel restera chef invité de l'ensemble.

## Discographie
- 2010 : Berlioz, Symphonie fantastique, ouverture Le Carnaval romain
- 2008 : Beethoven, symphonies et ouvertures
- 2006 : Johann Strauss
- 2006 : Ravel, Bolero, Pavane pour une infante défunte, Rapsodie espagnole, La Valse
- 2006 : Mozart, symphonies n° 40 et n° 41
- 2006 : Mozart, concertos pour pianoforte n° 15, 22, 23, 6, 8
- 2005 : Rimski-Korsakov, Borodine
- 2004 : Haydn, symphonies, concerto pour piano
- 2003 : Mozart, dernières symphonies
- 2003 : Tchaïkovski, suite de Casse-noisette et symphonie n° 4 (réédit. 2007)
- 2002 : Johann Strauss, valses, polkas, ouvertures